# Супа од сочива
Супа од сочива је супа са сочивом као главним састојком; може бити вегетаријанско или са месом, и може се користити смеђе, црвено, жуто, зелено или црно сочиво, са или без љуске. Ољуштена жута и црвена сочива се распадају током кувања, правећи густу супу. То је основна храна широм Европе, Латинске Америке и Блиског истока.

## Историја
Сочиво је откривено у палеолитским и мезолитским слојевима пећине Франхти у Грчкој (пре 9.500 до 13.000 година), у крајњем мезолиту у Муреибету и Тл Абу Хуреири у Сирији, и налазиштима која датирају из 8000. године пре нове ере у области Јерихон. Аристофан га је назвао „најслађим од посластица“.  Остаци сочива пронађени су у краљевским гробницама на тебанској некрополи, који датирају из 2400. године пре нове ере.  Римски кувар Апикус, састављена у 1. веку нове ере, укључује рецепт за супу од сочива са кестенима. 
Супа од сочива се помиње у Библији: У Постанку 25:30-34, Исав је спреман да се одрекне свог првородства због лонца мирисне супе од црвеног сочива коју кува његов брат Јаков. У јеврејској традицији, супа од сочива се служила у време жалости; заобљеност сочива представља заокружен циклус живота. 

## Сорте
Супа од сочива може да садржи поврће као што су шаргарепа, кромпир, целер, першун, парадајз, бундева и црни лук. Уобичајене ароме су бели лук, ловоров лист, ким, маслиново уље и сирће. Понекад се украшава крутонима или сецканим зачинским биљем или путером, маслиновим уљем, кајмаком или јогуртом. Индијска супа од сочива садржи разне ароматичне зачине. У ирачкој и левантинској кухињи супа је зачињена куркумом и кимом и преливена препеченим, танким резанцима од вермичела званим sha'iriyya (شعيرية), и сервирана са лимуном за цеђење. На Блиском истоку, додатак лимуновог сока даје оштар мирис и смањује тежину јела.  У Египту и широм Блиског истока, супа се обично прави као пире пре сервирања и традиционално се конзумира у току зиме.  
- Турска езогелин супа се прави од булгура и црвеног сочива.
- Чинија супе од црвених и зелених сочива
- Немачка супа од сочива са месом

## Нутритивне вредности
Супа од сочива је препозната као веома хранљива, добар извор протеина, дијететских влакана, гвожђа и калијума. 

## У популарној култури
У једној епизоди Симпсонових из 1995. године, која је укључивала брачни пар Макартни као госте, Пол је говорио Лиси да ако пусти Maybe I'm Amazed у назад, да ће чути рецепт за супу од сочива.